# România la Jocurile Olimpice de vară din 1960
România la Jocurile Olimpice de vară din 1960, Roma, Italia.

## Medalii

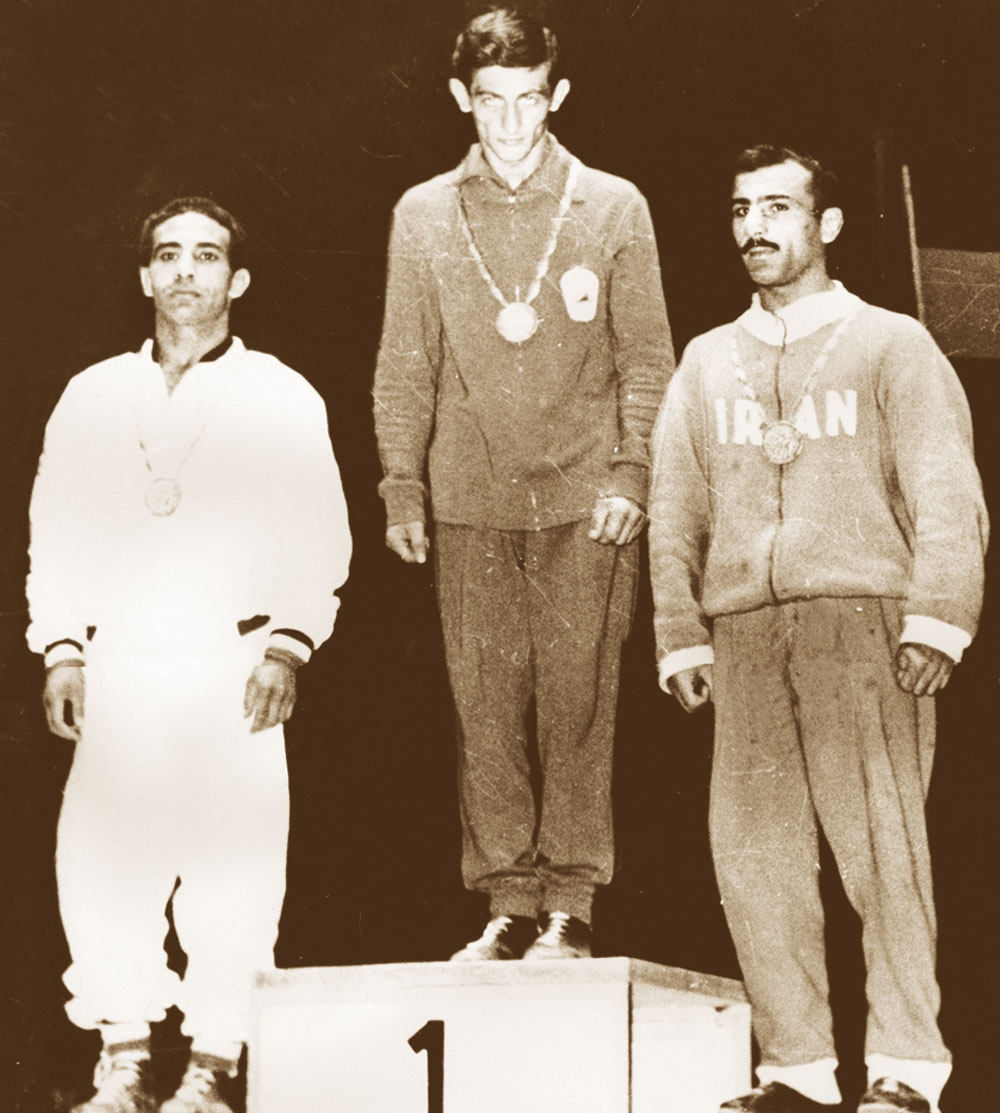
Dumitru Pârvulescu

### Aur
- Iolanda Balaș — atletism, săritura în înălțime
- Dumitru Pârvulescu — lupte greco-romane (52 kg)
- Ion Dumitrescu — tir, talere trap

### Argint
- Ion Cernea — lupte greco-romane (57 kg)

### Bronz
- Lia Manoliu — atletism, aruncarea discului
- Ion Monea — box, cat. mijlocie (75 kg)
- Leon Rotman — caiac canoe, 1.000 m
- Ion Țăranu — lupte greco-romane (79 kg)
- Maria Vicol — scrimă, floretă individual
- Atanasia Ionescu, Elena Leuștean, Sonia Iovan, Emilia Liță, Elena Niculescu, Uta Poreceanu — gimnastică, echipe

## Atletism
Probe pe șosea și pistă
| Atlet               | Probă      | Serie             | Serie             | Semifinală        | Semifinală        | Finală            | Finală            |
| Atlet               | Probă      | Rezultat          | Loc               | Rezultat          | Loc               | Rezultat          | Loc               |
| ------------------- | ---------- | ----------------- | ----------------- | ----------------- | ----------------- | ----------------- | ----------------- |
| Zoltan Vamoș        | 1500 m     | 3:44,9            | 3                 | N/A               | N/A               | 3:40,8            | 5                 |
| Andrei Barabaș      | 1500 m     | 3:47,4            | 9                 | N/A               | N/A               | nu a avansat      | nu a avansat      |
| Andrei Barabaș      | 5000 m     | 15:11,2           | 9                 | N/A               | N/A               | nu a avansat      | nu a avansat      |
| Constantin Grecescu | 10 000 m   | N/A               | N/A               | N/A               | N/A               | 30:04,8           | 20                |
| Constantin Grecescu | maraton    | N/A               | N/A               | N/A               | N/A               | nu a luat startul | nu a luat startul |
| Eugen Filipescu     | 20 km marș | N/A               | N/A               | N/A               | N/A               | nu a luat startul | nu a luat startul |
| Ștefan Bădulescu    | 50 km marș | N/A               | N/A               | N/A               | N/A               | nu a luat startul | nu a luat startul |
| Maria Ionescu       | 200 m      | nu a luat startul | nu a luat startul | nu a luat startul | nu a luat startul | nu a luat startul | nu a luat startul |
| Florica Grecescu    | 800 m      | 2:10,0            | 3                 | N/A               | N/A               | nu a avansat      | nu a avansat      |

Probe pe teren
| Atlet             | Probă    | Calificare        | Calificare        | Finală            | Finală            |
| Atlet             | Probă    | Distanță          | Loc               | Distanță          | Loc               |
| ----------------- | -------- | ----------------- | ----------------- | ----------------- | ----------------- |
| Cornel Porumb     | înălțime | 2,00              | =4                | 2,03              | 11                |
| Alexandru Bizim   | suliță   | 68,92             | 22                | nu a avansat      | nu a avansat      |
| Iolanda Balaș     | înălțime | 1,65              | 1                 | 1,85              | 1                 |
| Melania Marinescu | greutate | nu a luat startul | nu a luat startul | nu a luat startul | nu a luat startul |
| Lia Manoliu       | disc     | 48,57             | 9                 | 52,36             | 3                 |
| Maria Diți        | suliță   | 49,80             | 7                 | 49,56             | 10                |

## Box
| Sportiv              | Probă                 | Primul meci          | Al 2-lea meci         | Al 3-lea meci          | Sferturi de finală   | Semifinale         | Finală            | Finală |
| Sportiv              | Probă                 | Adversar Rezultat    | Adversar Rezultat     | Adversar Rezultat      | Adversar Rezultat    | Adversar Rezultat  | Adversar Rezultat | Loc    |
| -------------------- | --------------------- | -------------------- | --------------------- | ---------------------- | -------------------- | ------------------ | ----------------- | ------ |
| Mircea Dobrescu      | muscă masculin        | N/A                  | Martins (BRA) C 5–0   | Chervet (SUI) C k.o.   | Tanabe (JPN) P 1–4   | Nu a avansat       | Nu a avansat      | =5     |
| Nicolae Puiu         | cocoș masculin        | N/A                  | Hassan (TUN) C 4–1    | Taylor (AUS) P 2–3     | Nu a avansat         | Nu a avansat       | Nu a avansat      | =9     |
| Constantin Gheorghiu | pană masculin         | Williams (GHA) C 4–1 | Kirsch (EUA) C NP     | N/A                    | Meyers (RSA) P 0–5   | Nu a avansat       | Nu a avansat      | =5     |
| Iosif Mihalic        | semiușoară masculin   | N/A                  | Järvenpää (FIN) C 3–2 | Barannikov (URS) P 0–5 | Nu a avansat         | Nu a avansat       | Nu a avansat      | =9     |
| Vasile Neagu         | ușoară masculin       | N/A                  | Moseley (NGR) C 5–0   | Lloyd (GBR) P k.o.     | Nu a avansat         | Nu a avansat       | Nu a avansat      | =9     |
| Nicolae Stoenescu    | semimijlocie masculin | N/A                  | Diallo (FRA) P 2–3    | N/A                    | Nu a avansat         | Nu a avansat       | Nu a avansat      | =9     |
| Ion Monea            | mijlocie masculin     | N/A                  | Paparizov (BUL) C 5–0 | N/A                    | Büchi (SUI) C AOL    | Crook (USA) P k.o. | Nu a avansat      | 3      |
| Gheorghe Negrea      | semigrea masculin     | N/A                  | Oywello (UGA) C 5–0   | N/A                    | Madigan (AUS) P k.o. | Nu a avansat       | Nu a avansat      | =5     |
| Vasile Mariuțan      | grea masculin         | N/A                  | Syoz (FRA) C 5–0      | N/A                    | Siegmund (EUA) P 0–5 | Nu a avansat       | Nu a avansat      | =5     |

## Caiac canoe
| Sportiv                                                      | Probă               | Serie             | Serie             | Recalificări      | Recalificări      | Semifinale        | Semifinale        | Finală            | Finală            |
| Sportiv                                                      | Probă               | Timp              | Loc               | Timp              | Loc               | Timp              | Loc               | Timp              | Loc               |
| ------------------------------------------------------------ | ------------------- | ----------------- | ----------------- | ----------------- | ----------------- | ----------------- | ----------------- | ----------------- | ----------------- |
| Leon Rotman                                                  | C-1 1000 m masculin | 4:39,36           | 4                 | 5:03,98           | 2                 | 4:43,66           | 2                 | 4:35,87           | 3                 |
| Igor Lipalit Dumitru Alexe                                   | C-2 1000 m masculin | 4:31,33           | 3                 | N/A               | N/A               | N/A               | N/A               | 4:22,36           | 4                 |
| Igor Lipalit                                                 | K-1 1000 m masculin | nu a luat startul | nu a luat startul | nu a luat startul | nu a luat startul | nu a luat startul | nu a luat startul | nu a luat startul | nu a luat startul |
| Vasile Nicoară Mercurie Ivanov                               | K-2 1000 m masculin | 3:49,00           | 6                 | 3:50,84           | 2                 | 3:53,80           | 5                 | nu au avansat     | nu au avansat     |
| Mircea Anastasescu Aurel Vernescu Ion Sideri Stavru Teodorof | K 4x500 m masculin  | 7:59,81           | 3                 | 7:58,61           | 1                 | 7:58,21           | 2                 | 7:53,00           | 6                 |
| Elena Dumitrascu                                             | K-1 500 m feminin   | nu a luat startul | nu a luat startul | nu a luat startul | nu a luat startul | nu a luat startul | nu a luat startul | nu a luat startul | nu a luat startul |
| Maria Szekeli Elena Lipalit                                  | K-2 500 m feminin   | 2:04,32           | 4                 | 2:10,17           | 3                 | N/A               | N/A               | 2:01,68           | 6                 |

## Canotaj
| Sportiv                                                                             | Probă                   | Serie   | Serie | Recalificări | Recalificări | Semifinale    | Semifinale    | Finală        | Finală        |
| Sportiv                                                                             | Probă                   | Timp    | Loc   | Timp         | Loc          | Timp          | Loc           | Timp          | Loc           |
| ----------------------------------------------------------------------------------- | ----------------------- | ------- | ----- | ------------ | ------------ | ------------- | ------------- | ------------- | ------------- |
| Ștefan Kurecska Gheorghe Riffelt                                                    | Dublu rame fără cârmaci | 7:35,77 | 4     | 7:59,67      | 4            | nu au avansat | nu au avansat | nu au avansat | nu au avansat |
| Ștefan Kurecska Gheorghe Riffelt Mircea Roger (cârmaci)                             | Dublu rame cu cârmaci   | 7:43,38 | 1     | N/A          | N/A          | N/A           | N/A           | 7:49,57       | 6             |
| Martin Bieltz Ionel Petrov Ștefan Pongratz Iosif Varga                              | Patru rame fără cârmaci | 6:43,45 | 2     | 6:47,04      | 2            | nu au avansat | nu au avansat | nu au avansat | nu au avansat |
| Martin Bieltz Petre Milincovici Ionel Petrov Ștefan Pongratz Mircea Roger (cârmaci) | Patru rame cu cârmaci   | 6:47,71 | 3     | 6:55,63      | 2            | 7:10,58       | 5             | nu au avansat | nu au avansat |

## Ciclism
Șosea
| Sportiv                                                | Probă             | Timp          | Loc           |               |
| ------------------------------------------------------ | ----------------- | ------------- | ------------- | ------------- |
| Ion Cosma                                              | individual        | 4:20:57       | 5             |               |
| Gheorghe Calcișcă                                      | individual        | 4:40:29       | 76            |               |
| Gabriel Moiceanu                                       | individual        | nu a terminat | nu a terminat | nu a terminat |
| Aurel Șelaru                                           | individual        | nu a terminat | nu a terminat | nu a terminat |
| Ion Cosma Gabriel Moiceanu Aurel Șelaru Ludovic Zanoni | echipe contratimp | 2:20:18,91    | 6             |               |

Pistă
| Sportiv    | Probă             | Timp    | Loc |
| ---------- | ----------------- | ------- | --- |
| Ion Ioniță | 1000 m contratimp | 1:10,91 | 12  |

## Echitație
| Concurent         | Cal    | Puncte        | Loc           |
| ----------------- | ------ | ------------- | ------------- |
| Vasile Pinciu     | Birsan | 65            | 32            |
| Virgil Bărbuceanu | Robot  | 71,25         | 33            |
| Gheorghe Langa    | Rubin  | nu a terminat | nu a terminat |

| Concurenți                                       | Puncte | Loc |
| ------------------------------------------------ | ------ | --- |
| Vasile Pinciu, Virgil Bărbuceanu, Gheorghe Langa | 175,00 | 6   |

| Concurent         | Cal      | Puncte        | Loc           |
| ----------------- | -------- | ------------- | ------------- |
| Wilhelm Fleischer | Noniusz  | -438,71       | 33            |
| Oscar Recer       | Adjud    | -509,55       | 35            |
| Grigore Lupancu   | Bambus   | nu a terminat | nu a terminat |
| Andrei Cadar      | Mures II | nu a terminat | nu a terminat |

| Concurenți                                                    | Puncte         | Loc            |
| ------------------------------------------------------------- | -------------- | -------------- |
| Wilhelm Fleischer, Oscar Recer, Andrei Cadar, Grigore Lupancu | nu au terminat | nu au terminat |

## Gimnastică
Feminin
| Sportivă         | Probă             | Finală | Finală   | Finală           | Finală | Finală       | Finală |
| Sportivă         | Probă             | Aparat | Aparat   | Aparat           | Aparat | Total        | Loc    |
| Sportivă         | Probă             | Sol    | Sărituri | Paralele inegale | Bârnă  | Total        | Loc    |
| ---------------- | ----------------- | ------ | -------- | ---------------- | ------ | ------------ | ------ |
| Sonia Inovan     | individual compus | 19,232 | 18,766   | 19,099           | 18,600 | 75,797       | 5      |
| Sonia Inovan     | echipe            | 19,232 | 18,766   | 19,099           | 18,600 | 75,797       | 3      |
| Sonia Inovan     | sol               | 19,232 | N/A      | N/A              | N/A    | 19,232       | 6      |
| Sonia Inovan     | sărituri          | N/A    | 18,766   | N/A              | N/A    | 18,766       | 5      |
| Sonia Inovan     | paralele inegale  | N/A    | N/A      | 19,099           | N/A    | 19,099       | 6      |
| Sonia Inovan     | bârnă             | N/A    | N/A      | N/A              | 18,600 | nu a avansat | 11     |
| Elena Leușteanu  | individual compus | 19,100 | 18,433   | 18,966           | 18,366 | 74,865       | 11     |
| Elena Leușteanu  | echipe            | 19,100 | 18,433   | 18,966           | 18,366 | 74,865       | 3      |
| Elena Leușteanu  | sol               | 19,100 | N/A      | N/A              | N/A    | nu a avansat | =9     |
| Elena Leușteanu  | sărituri          | N/A    | 18,433   | N/A              | N/A    | nu a avansat | =15    |
| Elena Leușteanu  | paralele inegale  | N/A    | N/A      | 18,966           | N/A    | nu a avansat | =11    |
| Elena Leușteanu  | bârnă             | N/A    | N/A      | N/A              | 18,366 | nu a avansat | 17     |
| Elena Niculescu  | individual compus | 18,966 | 18,333   | 18,732           | 18,233 | 74,264       | 16     |
| Elena Niculescu  | echipe            | 18,966 | 18,333   | 18,732           | 18,233 | 74,264       | 3      |
| Elena Niculescu  | sol               | 18,966 | N/A      | N/A              | N/A    | nu avansat   | =15    |
| Elena Niculescu  | sărituri          | N/A    | 18,333   | N/A              | N/A    | nu avansat   | 20     |
| Elena Niculescu  | paralele inegale  | N/A    | N/A      | 18,732           | N/A    | nu avansat   | =22    |
| Elena Niculescu  | bârnă             | N/A    | N/A      | N/A              | 18,233 | nu avansat   | =28    |
| Atanasia Ionescu | individual compus | 18,766 | 17,999   | 18,466           | 18,333 | 73,564       | 21     |
| Atanasia Ionescu | echipe            | 18,766 | 17,999   | 18,466           | 18,333 | 73,564       | 3      |
| Atanasia Ionescu | sol               | 18,766 | N/A      | N/A              | N/A    | nu avansat   | =23    |
| Atanasia Ionescu | sărituri          | N/A    | 17,999   | N/A              | N/A    | nu avansat   | =36    |
| Atanasia Ionescu | paralele inegale  | N/A    | N/A      | 18,466           | N/A    | nu avansat   | =37    |
| Atanasia Ionescu | bârnă             | N/A    | N/A      | N/A              | 18,333 | nu avansat   | =21    |
| Uta Poreceanu    | individual compus | 18,433 | 18,066   | 18,532           | 18,166 | 73,197       | 27     |
| Uta Poreceanu    | echipe            | 18,433 | 18,066   | 18,532           | 18,166 | 73,197       | 3      |
| Uta Poreceanu    | sol               | 18,433 | N/A      | N/A              | N/A    | nu avansat   | =44    |
| Uta Poreceanu    | sărituri          | N/A    | 18,066   | N/A              | N/A    | nu avansat   | =31    |
| Uta Poreceanu    | paralele inegale  | N/A    | N/A      | 18,532           | N/A    | nu avansat   | 34     |
| Uta Poreceanu    | bârnă             | N/A    | N/A      | N/A              | 18,166 | nu avansat   | 35     |
| Emilia Liță      | individual compus | 18,432 | 17,632   | 18,033           | 15,866 | 70,563       | 67     |
| Emilia Liță      | echipe            | 18,432 | 17,632   | 18,033           | 15,866 | 70,563       | 3      |
| Emilia Liță      | sol               | 18,432 | N/A      | N/A              | N/A    | nu avansat   | =46    |
| Emilia Liță      | sărituri          | N/A    | 17,632   | N/A              | N/A    | nu avansat   | 71     |
| Emilia Liță      | paralele inegale  | N/A    | N/A      | 18,033           | N/A    | nu avansat   | =53    |
| Emilia Liță      | bârnă             | N/A    | N/A      | N/A              | 15,866 | nu avansat   | =91    |

## Haltere
| Sportiv      | Probă  | Împins   | Împins | Smuls    | Smuls | Aruncat           | Aruncat           | Total             | Loc               |
| Sportiv      | Probă  | Rezultat | Loc    | Rezultat | Loc   | Rezultat          | Loc               | Total             | Loc               |
| ------------ | ------ | -------- | ------ | -------- | ----- | ----------------- | ----------------- | ----------------- | ----------------- |
| Fitzi Balaș  | −56 kg | 92,5     | =8     | 85,0     | 15    | 122,5             | 10                | 300,0             | =12               |
| Lazăr Baroga | −90 kg | 130,0    | =9     | 120,0    | 10    | nu a luat startul | nu a luat startul | nu a luat startul | nu a luat startul |

## Lupte
Masculin greco-roman
| Sportiv            | Probă        | Primul meci        | Al 2-lea meci     | Al 3-lea meci          | Al 4-lea meci        | Al 5-lea meci     | Al 6-lea meci     | Al 7-lea meci     | Loc |
| Sportiv            | Probă        | Adversar Rezultat  | Adversar Rezultat | Adversar Rezultat      | Adversar Rezultat    | Adversar Rezultat | Adversar Rezultat | Adversar Rezultat | Loc |
| ------------------ | ------------ | ------------------ | ----------------- | ---------------------- | -------------------- | ----------------- | ----------------- | ----------------- | --- |
| Dumitru Pîrvulescu | muscă        | Wilson (USA) C     | Gedik (TUR) C     | Kocerghin (URS) E      | Vukov (YUG) C        | Fabra (ITA) C     | N/A               | N/A               | 1   |
| Ion Cernea         | cocoș        | Akoun (MAR) C      | Hódos (HUN) E     | Alflen (NED) C         | Gramellini (ITA) C   | Knitter (POL) C   | Karavaev (URS) P  | N/A               | 2   |
| Mihai Șulț         | pană         | Cacas (AUS) C      | Schintgen (LUX) C | Naasan (LIB) C         | Mollaghasemi (IRI) P | Sille (TUR) C     | Polyák (HUN) P    | Nu a avansat      | 5   |
| Dumitru Gheorghe   | ușoară       | Martinović (YUG) P | Skauen (NOR) C    | Freij (SWE) E          | Güngör (TUR) E       | Nu a avansat      | Nu a avansat      | N/A               | =5  |
| Valeriu Bularcă    | semimijlocie | Petkov (BUL) E     | Oomen (BEL) C     | Ansbøl (DEN) P         | Nu a avansat         | Nu a avansat      | Nu a avansat      | Nu a avansat      | =15 |
| Ion Țăranu         | mijlocie     | Aomi (JPN) C       | N/A               | Barlie (NOR) C         | Dubicki (POL) E      | Dobrev (BUL) P    | Metz (EUA) E      | Ayvaz (TUR) C     | 3   |
| Gheorghe Popovici  | semigrea     | Ishikura (JPN) C   | Jacquel (ITA) P   | Wiesberger Jr. (AUT) P | Kartozia (URS) P     | Nu a avansat      | Nu a avansat      | N/A               | 7   |

## Natație
| Sportiv           | Probă                  | Serie             | Serie             | Semifinale        | Semifinale        | Finală            | Finală            |
| Sportiv           | Probă                  | Timp              | Loc               | Timp              | Loc               | Timp              | Loc               |
| ----------------- | ---------------------- | ----------------- | ----------------- | ----------------- | ----------------- | ----------------- | ----------------- |
| Mihai Mitrofan    | 200 m bras masculin    | 2:41,8            | 4                 | 2:41,6            | 6                 | Nu a avansat      | 11                |
| Adrian Oanță      | 200 m bras masculin    | nu a luat startul | nu a luat startul | nu a luat startul | nu a luat startul | nu a luat startul | nu a luat startul |
| Alexandru Popescu | 200 m fluture masculin | 2:24,6            | 4                 | 2:28,5            | 7                 | Nu a avansat      | 15                |

## Polo pe apă
Echipa
| - Mircea Ștefănescu - Alexandru Bădiță - Aurel Zahan - Gavril Blajek - Alexandru Szabo - Anatol Grințescu - Ștefan Kroner | - Adalbert Balint (r) - Nicolae Firoiu (r) - Emil Mureșan (r) - Francisc Șimon (r) |

| România | Turneul masculin | Italia P 3-4 | Republica Arabă Unită C 5-0 | Japonia C 4-1 | URSS P 2-3 | Germania E 3-3 | Țările de Jos C 5-4 | Statele Unite C 6-4 | 5 | Nu a avansat | Nu a avansat | Nu a avansat | Nu a avansat | Nu a avansat |

## Scrimă

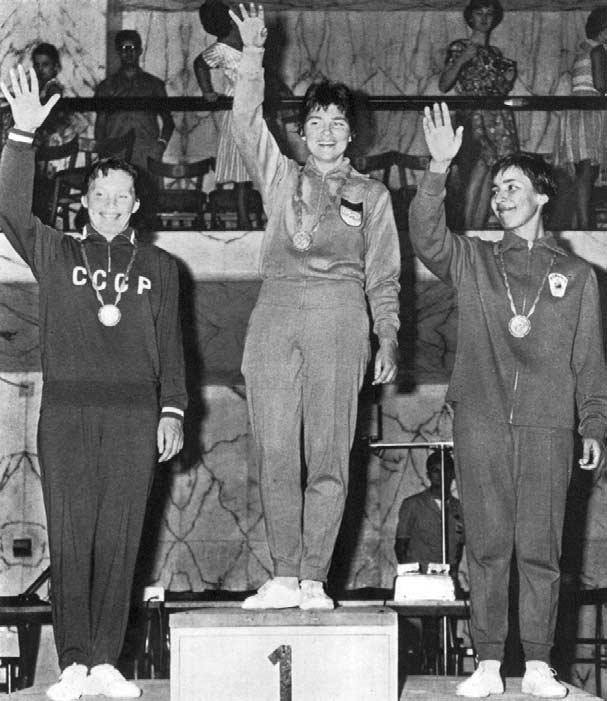
Maria Vicol (dreapta)

Cincisprezece scrimeri (unsprezece bărbați și patru femei) au participat la șapte probe.
Floretă masculin
- Tănase Mureșanu: eliminat în turul al 3-lea
- Attila Csipler: eliminat în turul al 2-lea
- Ion Drîmbă: eliminat în turul al 2-lea

Floretă masculin pe echipe
- Iosif Szilaghi, Sorin Poenaru, Attila Csipler, Tănase Mureșanu: : eliminați în turul al 2-lea

Spadă masculin
- Adalbert Gurath, Jr.: eliminat în turul al 3-lea

Sabie masculin
- Ladislau Rohonyi: eliminat în al 4-a tur
- Emeric Arus: eliminat în turul al 2-lea
- Dumitru Mustață: eliminat în turul al 2-lea

Sabie masculin pe echipe
- Dumitru Mustață, Cornel Pelmuș, Ion Santo, Ladislau Rohonyi, Emeric Arus: eliminați în turul al 3-lea

Floretă feminin
- Maria Vicol:  bronz
- Olga Szabo-Orban: locul 5
- Ecaterina Orb-Lazăr: eliminată în turul al 3-lea

Floretă feminin pe echipe
- Ecaterina Orb-Lazăr, Eugenia Mateianu, Olga Szabo-Orban, Maria Vicol: eliminate în turul al 2-lea

## Tir

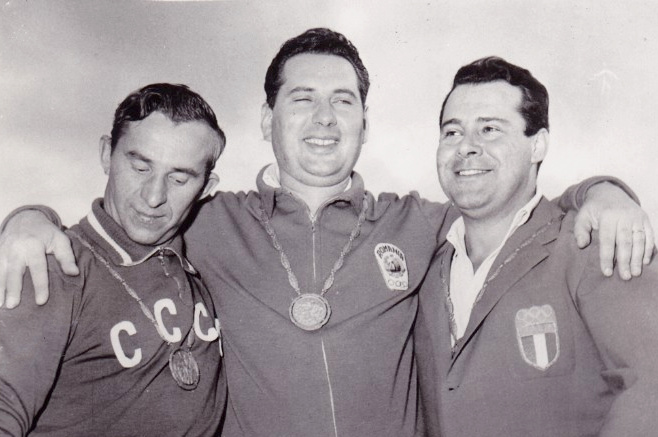
Ion Dumitrescu cu medalia de aur

| Sportiv         | Probă              | Prima rundă | Runda a 2-a | Total  | Total |
| Sportiv         | Probă              | Puncte      | Puncte      | Puncte | Loc   |
| --------------- | ------------------ | ----------- | ----------- | ------ | ----- |
| Ștefan Petrescu | pistol viteză 25 m | 291         | 294         | 585    | 5     |
| Gavril Maghiar  | pistol viteză 25 m | 292         | 291         | 583    | 6     |

| Sportiv              | Probă                                     | Calificare | Finală       | Finală       |
| Sportiv              | Probă                                     | Puncte     | Puncte       | Loc          |
| -------------------- | ----------------------------------------- | ---------- | ------------ | ------------ |
| Gavril Maghiar       | pistol liber 50 m                         | 336        | 542          | 10           |
| Ilie Nițu            | pistol liber 50 m                         | 350        | 524          | 35           |
| Constantin Antonescu | pușcă liberă 300 m, 3 poziții             | 544        | 1.092        | 20           |
| Marin Ferecatu       | pușcă liberă 300 m, 3 poziții             | 544        | 1.050        | 30           |
| Iosif Sîrbu          | armă liberă calibru redus 50 m, 3 poziții | 569        | 1.131        | 12           |
| Iosif Sîrbu          | armă liberă calibru redus 50 m, culcat    | 393        | 585          | 10           |
| Nicolae Rotaru       | armă liberă calibru redus 50 m, 3 poziții | 557        | 1.114        | 25           |
| Nicolae Rotaru       | armă liberă calibru redus 50 m, culcat    | 391        | 579          | 24           |
| Ion Dumitrescu       | trap                                      | 92         | 192          | 1            |
| Gheorghe Enache      | trap                                      | necunoscut | nu a avansat | nu a avansat |